# Żuwka zewnętrzna

Szczęki I pary przybyszki amerykańskiej: widok tylny na lewą i przedni na prawą; cardo − kotwiczka, stipes − pieniek, lacina − żuwka wewnętrzna, galea − żuwka zewnętrzna, coxa − biodro, palpus − głaszczek

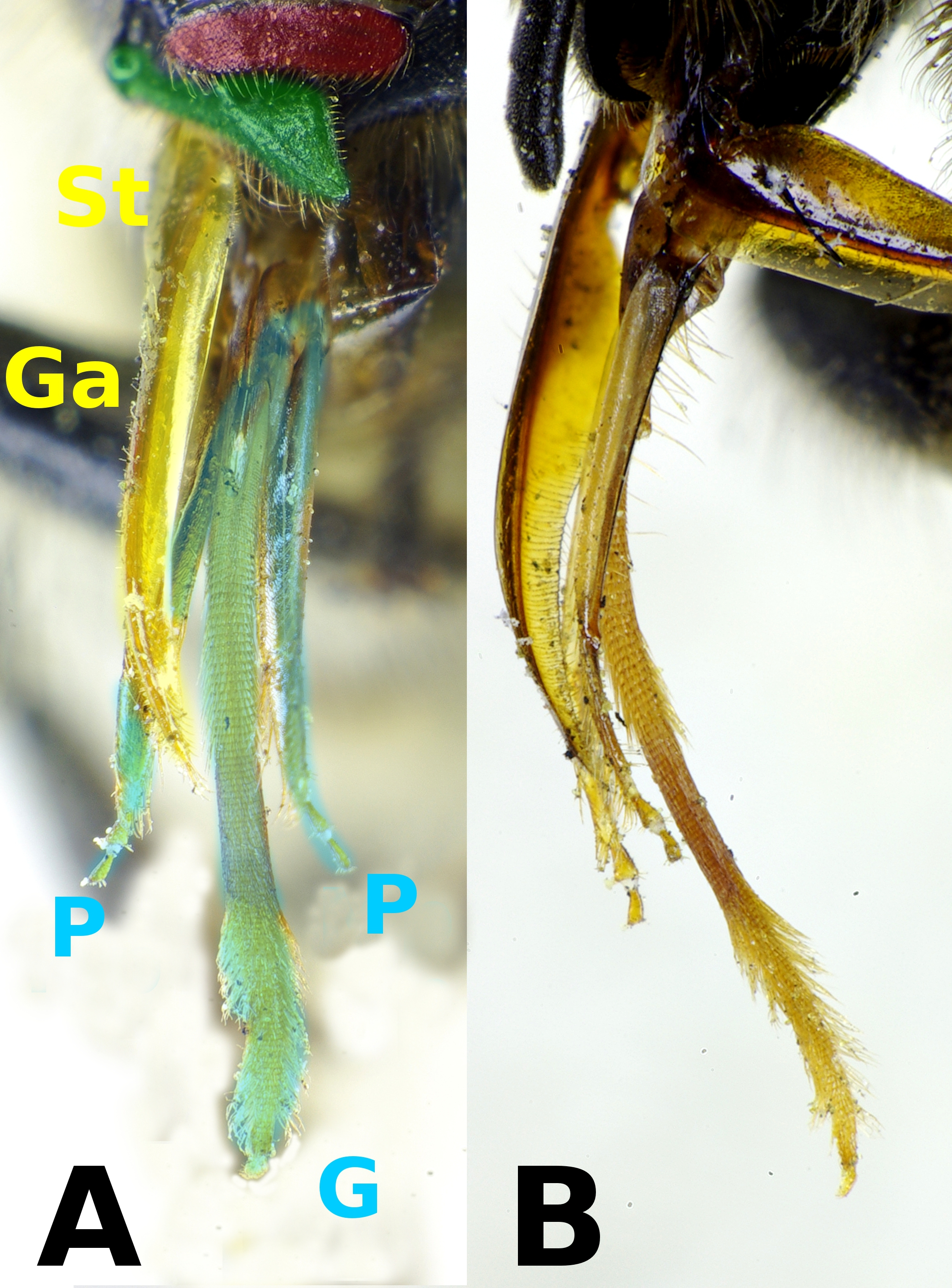
Narządy gębowe pszczoły: Ga − żuwka zewnętrzna

Żuwka zewnętrzna (łac. galea) − parzysty element aparatu gębowego sześcionogów stanowiący zewnętrzny wyrostek pieńka szczęki.
Żuwka ta jest zewnętrznym płatem endytu szczęk I i II pary. Poruszana jest mięśniem wychodzącym z pieńka (musculus stipitogalealis). W aparacie typu gryzącego żuwka zewnętrzna I pary szczęk jest bardziej tępo zakończona od wewnętrznej i osadzona na pieńku, stanowiąc wraz z głaszczkiem szczękowym narząd zmysłu dotyku i smaku. Żuwka zewnętrzna II pary szczęk osadzona jest natomiast na przedbródku. Często żuwki wewnętrzne II pary szczęk zrośnięte są w języczek, a wówczas żuwki zewnętrzne tworzą przyjęzyczki. W gryząco-liżącym aparacie gębowym żuwki wewnętrzne I pary szczęk są silnie wydłużone i tworzą wraz z głaszczkami wargowymi pochewkę, a zewnętrzne II pary tworzą krótkie przyjęzyczki. W aparacie gębowym ssący występują tylko żuwki zewnętrzne I pary szczęk, które są silnie wydłużone i zrośnięte w ssawkę.
U niektórych owadów nasadowa część żuwki zewnętrznej wsparta na pieńku zróżnicowana jest w płat nazywany subgalea.